# Isabel Llull
Isabel Llull (Palma de Mallorca, 20 de octubre de 1946) es una exbailarina y maestra española, nacionalizada venezolana. Licenciada en danza en la  Universidad Nacional Experimental de las Artes  (UNEARTE) en Venezuela, ejerce la docencia en esa institución.

## Infancia y estudios
Nacida en una familia de clase media, su padre era un constructor aficionado al canto y a la pintura, y su madre un ama de casa amante de la danza. En 1953, cuando contaba siete años, inició sus estudios de danza en la Academia de Ballet Clásico Aína Janson, única escuela que existía, por aquel entonces, en la isla. Allí permaneció un año. En 1954 llegó a la isla la maestra inglesa Geraldine Spencer, quien había sido solista de la compañía de ballet de Anna Pavlova, y Llull continuó sus estudios, durante otro año, con esta maestra.
Cerca de 1955, su familia decidió mudarse a Venezuela. La madre de Isabel la inscribió inmediatamente en la Escuela Nacional de Ballet que dirigía Nena Coronil y después en la Academia Interamericana de Ballet, dirigida por Irma y Margot Contreras. 
Los estudios en estas escuelas duraron solamente dos años, ya que de 1958 a 1962, estudió en la Escuela Ballet-Arte dirigida por la maestra Lidija Franklin. Al graduarse recibió el apoyo de Lidija y Gustavo Franklin, quienes le consiguieron el ingreso a la escuela del Royal Ballet de Londres. La experiencia en Inglaterra duraría dos años, donde no solamente aprovechó las clases de danza impartidas en la escuela, sino que también trabajó como repartidora de programas de mano, experiencia esta que le permitió disfrutar de diversos espectáculos con los bailarines profesionales más cotizados del momento y que amplió su manera de ver el mundo de la danza.

## Carrera
Una vez terminados sus estudios en Inglaterra, regresa a Venezuela. A los pocos meses de su regreso y gracias nuevamente a la guía de su maestra Lidija Franklin, consigue un contrato en el Ballet de Alabama, en los Estados Unidos, en donde bailó un año los roles principales. Luego decidió probar suerte en Nueva York, hizo varias audiciones y recibió algunas ofertas de trabajo pero, decidió regresar a Venezuela porque no se sentía cómoda con el ambiente artístico de la danza y extrañaba a su familia.
Abandonó la carrera durante algún tiempo. Cuando ya estaba decidida a dirigir su vida hacia otras áreas, Irma Contreras le ofreció un puesto en el Ballet Nacional de Venezuela. También duró un año su experiencia en esta compañía al lado de figuras como Zhandra Rodríguez, Everest Mayora o Vicente Abad, ya que decidió casarse y formar una familia.
Años después, en 1974, regresó a la danza. Inició clases en el Ballet Nacional de Venezuela y allí tuvo la oportunidad de bailar con Fernando Bujones, quien acababa de ganar la medalla de oro en la Competencia Internacional de Ballet de Varna, Bulgaria.
Ya en 1975, con la creación del Ballet Internacional de Caracas, se le presentaron nuevas oportunidades para continuar con su carrera profesional. Una compañía conformada en su mayoría por bailarines extranjeros, pertenecientes al Harkness Ballet, era un nuevo reto que Isabel asumió al recibir la invitación formal para integrar este grupo como primera bailarina residente. Renunció a la compañía tres semanas antes del debut.
Formó parte del cuerpo docente del Área de Danza Clásica del Núcleo Rector del Sistema Nacional de Escuelas de Danza, entre 1991 y 1993.
En 1995 fue directora artística del Ballet Juvenil de Venezuela.